# Station Wrocław Żerniki
Station Wrocław Żerniki is een spoorwegstation in de Poolse plaats Wrocław.